# Nunc dimittis

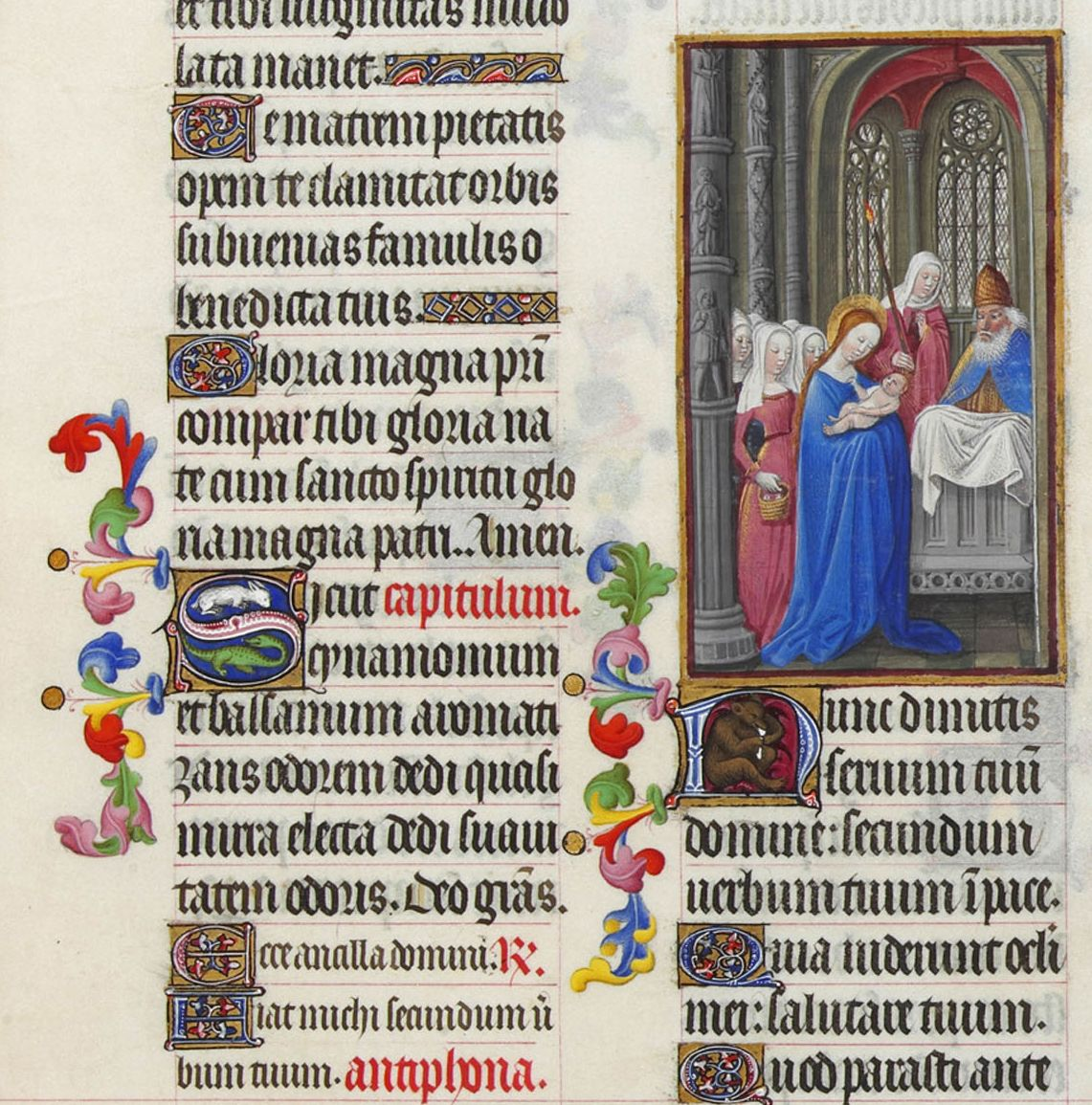
A Nunc dimittis eleje

Nunc dimittis, más néven Símeon Imája, Lukács evangéliumának második fejezetében található. 
Mikor Mária és József (Jézus szülei) elviszik bemutatni a templomba a 40 napos Jézust (törvény írta elő akkoriban), egy öreg pap, Símeon a kezébe veszi Jézust és ezekkel a szavakkal áldotta Istent:
A te igéd szerint békességben,

Mert látták szemeim a tőled küldött üdvözítőt,

Kit rendeltél minden népek színe elé;

Világosságul a pogányok megvilágosítására

És dicsőségül a te népednek, Izraelnek. 

## Külső hivatkozások
- Magyar katolikus lexikon